# David Grylls
David Grylls, född den 29 september 1957 i Detroit, Michigan, är en amerikansk tävlingscyklist som tog OS-silver i lagförföljelsen vid olympiska sommarspelen 1984 i Los Angeles. 